# Digitaria barbinodis
Digitaria barbinodis är en gräsart som beskrevs av Johannes Jan Theodoor Henrard. Digitaria barbinodis ingår i släktet fingerhirser, och familjen gräs. Inga underarter finns listade i Catalogue of Life.